# اندیس سیمیار ۲
سیمیار ۲ یک اندیس فلزی است که در حوالی شهر قزوین استان قزوین قرار دارد و مادهٔ معدنی موجود در آن، مس است.سنگ میزبان این اندیس آندزیت است  در این اندیس، پاراژنز‌های آزوریت، پیریت، کلسیت، کوارتز یافت می‌شوند.